# Дін Гемер
Дін Гемер (англ. Dean Hamer; 29 травня 1951) — американський генетик, автор та режисер. Відомий своїми дослідженнями ролі генетики у сексуальній орієнтації та поведінці людей, вкладом у розвиток біотехнологій та дослідженнями у методах профілактики ВІЛ/СНІДу, а також, завдяки своїм книжкам та документальним фільмам з широкого кола тем.

## Освіта та кар'єра
Дін Гемер народився в м. Монклер, штат Нью-Джерсі, отримав ступінь бакалавра в коледжі Трініті, штат Коннектикут, і ступінь доктора філософії в Гарвардській медичній школі. Він був незалежним дослідником в Національному Інституті Охорони Здоров'я протягом 35 років, де він очолював Відділ Генної Структури та, пізніше, Відділ Регулювання в Національному Інституті Раку США, де після виходу на пенсію, в 2011 році він був призначений почесним науковим співробітником. Гемер виграв численні нагороди, серед яких премія «Відмінник серед молодих вчених» в Меріленді, премія Ariens Kappers за нейробіологію, премія «Еммі» та автор року у «Нью-Йорк Таймс».

## Біотехнологічні дослідження
Дін Гемер винайшов перший спосіб введення нових генів у клітини тварин, використовуючи вектори SV40 коли був аспірантом Гарвардської медичної школи. Цей підхід був використаний для виробництва різноманітних біомедичних продуктів, включаючи гормон росту людини та вакцину проти гепатиту В, в результаті чого було випущено 4 патенти у США.
У лабораторії Гемера у Національному Інституті Здоров'я, початково, зосереджувалися на системі гена металлотіонеїну. Вони з'ясували механізм індукції дріжджів металлотіонеїну іонами міді, що є однією з перших систем регуляції еукаріотичних генів, що стали зрозумілі на молекулярному рівні, і також є корисним способом регулювання виробництва терапевтичного білка.

## Генетика сексуальної орієнтації та поведінки людини
У 1990-х роках Гемер почав вивчати генетику поведінки людини, що призвело до перших молекулярних доказів генів, які впливають на сексуальну орієнтацію людей. Перший документ його дослідницької групи, опублікований у журналі «Science» в 1993 році, повідомив, що саме родичі матері, а не батька гомосексуальних чоловіків збільшували показники гомосексуальної сексуальної орієнтації, що передбачає можливість передачі таких генів у частині населення.
Аналіз генетичних зв'язків зразків ДНК з цих сімей показав, що брати-геї мали підвищену ймовірність розподілу поліморфних маркерів на субтеломерічній ділянці довгого рукава Х-хромосоми Xq28, надаючи статистично значущі докази для зв'язування з фенотипом сексуальної орієнтації. Цей висновок був повторений у двох інших дослідженнях в США, тоді як дослідження в Канаді виявило протилежні результати; Метааналіз всіх даних, доступних на той час, показав, що Xq28 має значний, але не ексклюзивний ефект
Згодом, геном-сканування, проведене групою Гемера показало додаткові регіони на аутосомах, які були помірно пов'язані з сексуальною орієнтацією чоловіків.
Результати Хамера були ретельно відтворені у 2012 році у великому, всеосяжному багатоцентровому дослідженні гендерних зв'язків чоловічої сексуальної орієнтації, проведеної кількома незалежними групами дослідників. Досліджуване населення включало 409 незалежних пар гей-братів, яких проаналізували з більш ніж 300 000-ми маркерів однонуклеотидного поліморфізму, і підтвердили зв'язок з Xq28 двостороннім та багатостороннім (MERLIN) відображенням оцінки логарифма коефіцієнтів (LOD score). Значний зв'язок був також виявлений в перицентромерній ділянці хромосоми 8, яка перетинається з одним з регіонів, виявлених в попередньому генному дослідженні лабораторії Гемера. Автори дійшли висновку, що «наші висновки, взяті в контексті попередньої роботи, дозволяють припустити, що генетичні зміни в кожному з цих регіонів сприяють розвитку важливої психологічної риси чоловічої сексуальної орієнтації».
Гемер та його колеги також досліджували генетичні корені тривожності та виявили, що поліморфізм промоторної області в генах для транспортера серотоніну, який є мішенню антидепресантів, таких як Prozac, пов'язаний з настроєм та індивідуальністю Цей висновок був багаторазово відтворений та розширений, а його діяльність підтверджена прямими дослідженнями знімків мозку.
Роздуми Гемера про можливу роль генетики в релігійному досвіді були представлені на обкладинці журналу Time.

## Лікування та профілактика ВІЛ/СНІДу
Лабораторія Гемера розробила кілька біотехнологічних стратегій для лікування та зменшення передачі ВІЛ / СНІДу. Як засіб для зменшення латентних пулів вірусу, відповідальних за наполегливість вірусу, вони виявили новий хімічний агент для індукування інтегрованих вірусів та молекулярно розроблених імунотоксинів для знищення інфікованих клітин Вони також співпрацювали з компанією Osel, Inc над новаторським підходом «живого мікробного мікробіциду» для профілактики ВІЛ/СНІД. Значний захист від вірусної інфекції був наданий тривалим і доступним чином протягом одного місяця за допомогою генетичного інжинірингу програмування нормальних піхвових бактерій для вироблення потужного анти-ВІЛ пептиду. Методологія застосовується як до ректального, так і до вагінального використання і знаходиться на початкових етапах доклінічного тестування.

## Науковий вплив
За даними Google Scholar, роботи Гемера були процитовані понад 32643 рази, і він має h-індекс 74  станом на 2025 рік.

## Фільми та медіа
Гемер звернувся до документального кіно, щоб вирішувати складні наукові та соціальні проблеми, які часто пропускають основні засоби масової інформації. У 2005 році він та його партнер Джо Вілсон створили проект «Qwaves» з місією створення: «проникливих і провокаційних фільмів, що виходять з голосів аутсайдерів. Ці історії можуть підштовхнути нас відмовитися від нашої комфортної ролі як глядачів, і змусити нас ставити питання і діяти». Їхні фільми отримали декілька нагород, включаючи перемогу на фестивалі «PBS Independent Lens Shorts Festival».
«Out in the Silence» — перший художній фільм «Qwaves» був підтриманий Програмою Документального Кіно фестивалю «Санденс» та став прем'єрою на Міжнародному кінофестивалі «Human Rights Watch» в Центрі Лінкольна. Він транслювався на PBS, де він отримав нагороду «Еммі» за досягнення в документальному кіно. Премія «Out in the Silence Youth Activism Award» була започаткована в 2011 році, щоб висвітлити внесок молоді у досягнення поваги, прийняття та рівності для лесбійок, геїв, бісексуалів та транссексуалів.
У 2011 році Гемер та Вілсон переїхали на Гаваї, щоб розпочати серію фільмів про життя та голоси тихоокеанських островів. Їх документальний фільм «Куму Хіна», про корінного мешканця Гаваїв, трансгендера, вчителя та ікони Хіналейомана Вонг-Калу, був підтриманий ITVS, тихоокеанськими островитянами та фондом «Форд», і прем'єра відбулася на завершенні Гавайського Міжнародного Кінофестивалю 2014 року. У 2015 році, на національному телебаченні він транслювався на PBS, де виграв незалежну премію Audience Award. Навчальна дитяча версія фільму «A Place in the Middle», був представлений на Берлінському міжнародному кінофестивалі та Міжнародному кінофестивалі для дітей в Торонто, і представлена у навчальних матеріалах каналу PBS.
Гемер часто стає учасником телевізійних документальних фільмів, новин, та телешоу серед яких: Good Morning America, Nightline та The Oprah Winfrey Show. Він зображений у фільмі Барбари Волтерс «Heaven» та документальному фільмі Білла Мехера «Religulous», і має профіль у журналі Time.

## Книги
- Наука бажання: пошук гей-генів та біологія поведінки (Видавництво «Simon and Schuster», 1994) ISBN 0-684-80446-8
- Життя з нашими генами: чому вони важливіші, ніж Ви думаєте з Пітером Коуплендом (Видавництво «Anchor», 1999) ISBN 0-385-48584-0
- Ген Бога: як вірування вписане в наші гени  (Видавництво «Doubleday», 2004) ISBN 0-385-50058-0